# دانشگاه نانچانگ هانگ کونگ
دانشگاه نانچانگ هانگ کونگ (simplified Chinese) در شهر نانچانگ جمهوری خلق چین واقع شده‌است. این مؤسسه یک دانشگاه چند رشته‌ای مبتنی بر مهندسی است. نام قبلی این دانشگاه مؤسسه فناوری هوانوردی نانچانگ بود که در فوریه ۲۰۰۷ تغییر کرد.